# Provincias de Argelia
Argelia se divide en 58 provincias (valiato/wilaya), 553 distritos (daerah/daira) y 1.541 comunas (baladiyah). Cada provincia, distrito y municipio lleva el nombre de su capital, que suele ser la ciudad más grande.
Las divisiones administrativas han cambiado varias veces desde la independencia. Al introducir nuevas provincias, se mantiene el número de las provincias antiguas, de ahí el orden no alfabético. Con sus números oficiales, actualmente son:

## Listado
| #  | Valiato        | Superficie (km²) | Población | Mapa | #                   | Valiato | Superficie (km²) | Población |
| -- | -------------- | ---------------- | --------- | ---- | ------------------- | ------- | ---------------- | --------- |
| 1  | Adrar          | 249,580          | 439,700   |      | 30                  | Uargla  | 211,980          | 552,539   |
| 2  | Chlef          | 4,975            | 1,013,718 | 31   | Orán                | 2,114   | 1,584,607        |           |
| 3  | Laghouat       | 25,057           | 477,328   | 32   | El Bayadh           | 78,870  | 262,187          |           |
| 4  | Oum El Bouaghi | 6,768            | 644,364   | 33   | Illizi              | 198,433 | 54,490           |           |
| 5  | Batna          | 12,192           | 1,128,030 | 34   | Bordj Bou Arréridj  | 4,115   | 634,396          |           |
| 6  | Bugía          | 3,268            | 915,835   | 35   | Bumerdés            | 1,591   | 795,019          |           |
| 7  | Biskra         | 20,986           | 730,262   | 36   | El Tarf             | 3,339   | 411,783          |           |
| 8  | Béchar         | 60,050           | 274,866   | 37   | Tinduf              | 159,000 | 58,193           |           |
| 9  | Blida          | 1,696            | 1,009,892 | 38   | Tissemsilt          | 3,152   | 296,366          |           |
| 10 | Bouira         | 4,439            | 694,750   | 39   | El Oued             | 54,573  | 673,934          |           |
| 11 | Tamanrasset    | 336,854          | 198,691   | 40   | Jenchela            | 9,811   | 384,268          |           |
| 12 | Tébessa        | 14,227           | 657,227   | 41   | Souk Ahras          | 4,541   | 440,299          |           |
| 13 | Tremecén       | 9,061            | 945,525   | 42   | Tipasa              | 2,166   | 617,661          |           |
| 14 | Tiaret         | 20,673           | 842,060   | 43   | Mila                | 9,375   | 768,419          |           |
| 15 | Tizi Uzu       | 3,568            | 1,119,646 | 44   | Aín Defla           | 4,897   | 771,890          |           |
| 16 | Argel          | 273              | 2,947,461 | 45   | Naama               | 29,950  | 209,470          |           |
| 17 | Djelfa         | 66,415           | 1,223,223 | 46   | Aín Temushent       | 2,376   | 384,565          |           |
| 18 | Jijel          | 2,577            | 634,412   | 47   | Gardaya             | 86,105  | 375,988          |           |
| 19 | Sétif          | 6,504            | 1,496,150 | 48   | Relizan             | 4,870   | 733,060          |           |
| 20 | Saida          | 6,764            | 328,685   | 49   | El M'Ghair          | 8,835   | 162,267          |           |
| 21 | Skikda         | 4,026            | 904,195   | 50   | El Menia            | 62,215  | 57,276           |           |
| 22 | Sidi Bel Abbes | 9,150            | 603,369   | 51   | Ouled Djellal       | 11,410  | 174,219          |           |
| 23 | Annaba         | 1,439            | 640,050   | 52   | Bordj Badji Mokhtar | 120,026 | 16,437           |           |
| 24 | Guelma         | 4,101            | 482,261   | 53   | Béni Abbès          | 101,350 | 50,163           |           |
| 25 | Constantina    | 2,187            | 943,112   | 54   | Timimoun            | 65,203  | 122,019          |           |
| 26 | Médéa          | 8,866            | 830,943   | 55   | Tuggurt             | 17,428  | 247,221          |           |
| 27 | Mostaganem     | 2,269            | 746,947   | 56   | Djanet              | 86,185  | 17,618           |           |
| 28 | M'Sila         | 18,718           | 991,846   | 57   | In Salah            | 131,220 | 50,392           |           |
| 29 | Muaskar        | 5,941            | 780,959   | 58   | In Guezzam          | 88,126  | 11,202           |           |

## Antiguas subdivisiones

### Entre 1954 y 1962
Durante la guerra de independencia de Argelia, el FLN adoptó un sistema organizativo dividido en 6 valiatos numerados:
1. Aurés
2. Constantina
3. Cabilia
4. Argel
5. Orán
6. Sahara
7. Francia (siendo llamada, a veces, "valiato 7")

### Entre 1962 y 1974
Tras la independencia, Argelia retuvo sus 15 antiguos departamentos franceses, que se convirtieron en valiatos en 1968, con algunos cambios de nombre:
- 8A. El Wahat (actual Uargla, antigua Oasis)
- 8B. Saoura (actual Béchar)
- 9A. Argel
- 9B. Aurés
- 9C. Annaba (antigua Bône o Bona)
- 9D. Constantina
- 9E. Médéa
- 9F. Mostaganem
- 9G. Orán
- 9H. Orléansville (antigua El Asnam, actual Chlef)
- 9J. Sétif
- 9K. Tiaret
- 9L. Tizi Uzu
- 9M. Tremecén
- 9R. Saïda

### Entre 1974 y 1983
Los 15 departamentos se reorganizaron para formar 31 valiatos:
1. Adrar
2. Chlef
3. Laghouat
4. Oum el-Bouaghi
5. Batna
6. Bugía
7. Biskra
8. Béchar
9. Blida
10. Bouira
11. Tamanrasset
12. Tébessa
13. Tremecén
14. Tiaret
15. Tizi Uzu
16. Argel
17. Djelfa
18. Jijel
19. Sétif
20. Saïda
21. Skikda
22. Sidi Bel Abbes
23. Annaba
24. Guelma
25. Constantina
26. Médéa
27. Mostaganem
28. M'Sila
29. Muaskar
30. Uargla
31. Orán

### Entre 1983 y 2019
En 1984 se añadieron 17 nuevas provincias. Estas provincias incluían:
1. El Bayadh
2. Illizi
3. Bordj Bou Arréridj
4. Bumerdés
5. El Tarf
6. Tinduf
7. Tissemsilt
8. El Oued
9. Jenchela
10. Souk Ahras
11. Tipasa
12. Mila
13. Aín Defla
14. Naama
15. Aín Temushent
16. Gardaya
17. Relizan